# Altino Pimenta
História da criação no Gênesis

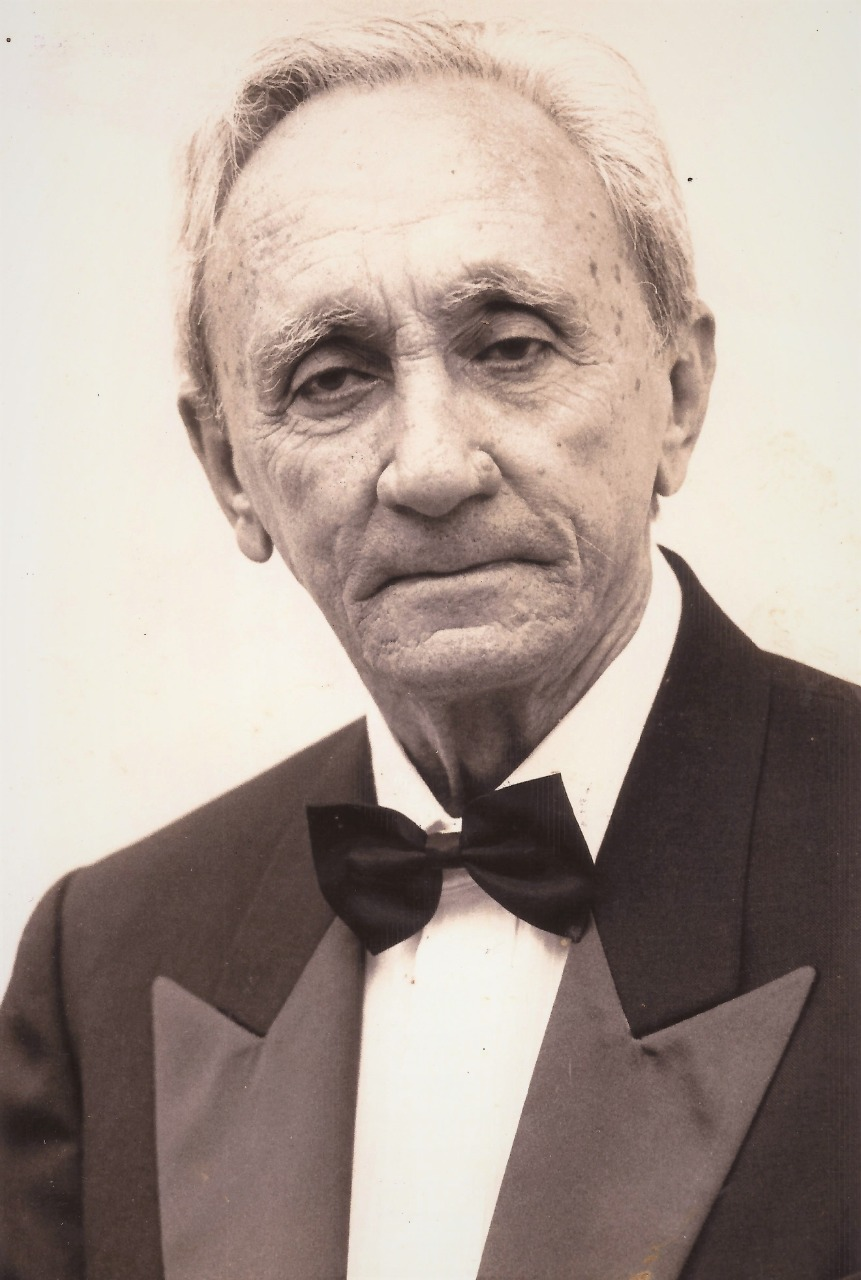
Altino Pimenta

Altino Rosauro Salazar Pimenta (Belém, Pará, 3 de Janeiro de 1921-2003) foi compositor, pianista, professor de música sendo considerado um referencial artístico no cenário musical da cidade de Belém no Pará. Suas obras abrange composições para piano solo, canto e piano e para piano e outros instrumentos. Em homenagem a Altino, O Espaço Esportivo e Cultural Cabano Maestro Altino Pimenta, localizado na avenida Doca de Souza Franco, em Belém foi inaugurado em agosto de 1999 pelo então prefeito, Edmilson Rodrigues, assim como também, seu nome foi dado à orquestra da Escola de Música de Universidade Federal do Pará - EMUFPA, Orquestra Sinfônica Altino Pimenta - OSAP, instituição a qual dedicou grande parte da sua vida. Em Janeiro de 2016, recebeu da Prefeitura Municipal de Belém a medalha do Mérito Francisco Caldeira Castelo Branco. 

## Biografia
Filho de Vírgilo de Fontes Pimenta e Phillomena Salazar Pimenta, nasceu dia 3 de Janeiro de 1921 na capital paraense. Seu primeiro contato com instrumentos musicais ocorreu aos cinco anos de Idade durante aniversários comemorados na casa de seus pai, na Praça da República. A mãe de Altino tinha uma amiga cega chamada Zélia que sempre ia à casa de sua família e tocava algumas músicas ao piano. Certa vez, após uma das apresentações de Zélia, todos foram para cozinha e para surpresa de todos, o som do piano veio da sala, era Ständchen de Schubert música a qual antes havia sido apresentada por Zélia, todos encontraram Altino ao piano. A decisão pela música veio depois de acontecer deste fato curioso. Aos 7 anos, iniciou seus estudos com a professora Antônia Azevedo, logo depois foi aluno dos irmãos Neves - Mário e Beatriz Neves - durante nove anos.
Em 1940, aconselhados pelos professores, os pais de Altino lhe enviam ao Rio de Janeiro para complementar seus estudos musicais e lá permaneceu durante doze anos. No Rio, estudou com professores como Iberê Lemos, Maria do Carmo Ney, Hemínia Roubaud e Magda Tagliaferro. Posteriormente, em Belo Horizonte desenvolveu estudos de musicologia sob direção de Ernest Schumann e George Kulmann. Em 1943, foi contemplado com uma bolsa de estudos em Londres, porém não pôde usufrir devido a 2º Guerra Mundial. Continuando no Rio de Janeiro, juntamente com Gilson Amado, ajudou a fundar a Rádio Mauá e a TV Tupi assim como também trabalhou na Rádio Nacional, Rádio Globo e no Ministério da Educação. Nesta época conheceu grandes orquestra e compositores.
Em 1951, a convite do governador do Amapá Janry Nunes fundou o Conservatório Amapaense de Música em Macapá e foi diretor da instituição até 1955, desenvolvendo a educação musical, artística e cultural de forma pioneira neste Estado. Após este período, Altino fixou-se me Belo Horizonte, onde ficou até 1971 e suas atividades na capital mineira incluem a direção do Departamento Cultural da Associação Cristã de Moços, a direção artística da Rádio Guarany e a fundação da Televisão Itacolomy. De volta ao Rio de Janeiro, em 1972, Pimenta volta a residia na capital e passa tocar piano na Confeitaria Colombo.
Após todos estes acontecimentos, em 1973, Altino Pimenta é convidado pelo Reitor da Universidade Federal do Pará para dirigir o Serviços de Atividades Musicais - SAM, atual Escola de Música da Universidade Federal do Pará - EMUFPA. É a partir disso, Altino se inicia a guinada artística de uma geração de instrumentistas no Pará. Fundou o Encontro de Arte - ENARTE, que ocorre anualmente desde então, onde possibilita a vinda de grandes artístas brasileiros e estrangeiros para Belém. O compositor atribuía a relevância de eventos como ENARTE como meio de levar a arte a toda população em contraponto ao ritmo da vida moderna, as dificuldades econômicas e necessidade de valorização da cultura local. Pimenta sonhava com corpos estáveis no Theatro da Paz e investiu na formação de músicos que tornariam esse sonho algo real, estimulando intercâmbios para qualificação do corpo docente da instituição, por fim, conseguiu. 
Após a sua aposentadoria da UFPA, aos 90 anos, Altino dedicou-se a composição as quais têm sido apresentadas no âmbito nacional e no exterior. Em 1992 foi convidado pela Escola Superior de Música de Stuttgart para palestrar acerca da música brasileira e convidado a apresentar suas composições. A convite da Universidade de Ulm, participou do concerto comemorativo do V Centenário da Descoberta da América, na mesma ocasião, também realizou palestras na École Normal, em Paris, sobre o desenvolvimento da cultura musical brasileira. Devido estas apresentações, Pimenta aceitou convites da New York University, do Instituto Cultural Brasileiro em Washington, do Brazilian American Cultural Institute e da Loyola University em Nova Orleans para proferir palestras, concertos e apresentar suas composições.
Em homenagem a Altino, O Espaço Esportivo e Cultural Cabano Maestro Altino Pimenta, localizado na avenida Doca de Souza Franco, em Belém foi inaugurado em agosto de 1999 pelo então prefeito de Belém, Edmilson Rodrigues, assim como também, seu nome foi dado a orquestra da Escola de Música de Universidade Federal do Pará - EMUFPA, Orquestra Sinfônica Altino Pimenta - OSAP, instituição a qual dedicou grande parte da sua vida.